# All the Man That I Need
«All the Man That I Need» (en español: «Todo el hombre necesito») es una canción escrita por Dean Pitchford y Michael Gore. Fue grabada por primera vez como "All the Man I Need" por Linda Clifford para su álbum I'll Keep on Loving You de 1982 y no fue lanzada como sencillo. Pitchford y Gore tenían en mente a Linda Clifford cuando escribieron la canción, después de haber escrito "Red Light" de la película Fame para ella en 1980.
Aunque se grabaron diferentes versiones de la canción, nadie estaba obteniendo un gran éxito con ella.
Durante una cena con Clive Davis, presidente de Arista Records, la canción surgió y Davis le pidió a Pitchford que le enviara un demo. Davis acababa de terminar de trabajar con Whitney Houston y finalmente ella la grabó para el álbum I'm Your Baby Tonight en 1990.

## Versión de Whitney Houston
En 1990, la cantante estadounidense Whitney Houston tuvo un éxito número uno en las listas con esta canción.
Grabada como "All the Man That I Need", (en español: "El hombre que necesito") fue publicado el lunes 3 de diciembre de 1990 y es el segundo sencillo del tercer álbum de estudio de Houston, I'm Your Baby Tonight (1990).Es un tema soul que tiene un solo de saxo de Kenny G.
El vídeo fue dirigido por Peter Israelson (el mismo director de los vídeos de Whitney "Greatest Love of All" y "Where Do Broken Hearts Go"). El vídeo muestra a Houston declarando su amor por un hombre, diciendo que él es "todo el hombre que necesito". La canción tiene también cierta influencia góspel, lo que se hace evidente al final de la canción con un coro.

## Lista de canciones
Maxisencillo (Alemania)
1. "All the Man That I Need" — 4:11
2. "Dancin' on the Smooth Edge" — 5:50
3. "Greatest Love of All (Live) — 7:30

CD sencillo (Estados Unidos)
1. "All the Man That I Need" — 4:11

## Posicionamiento en listas
| Lista (1991)                           | Máxima posición |
| -------------------------------------- | --------------- |
| Alemania (Offizielle Deutsche Charts)  | 37              |
| Australia (ARIA)                       | 59              |
| Austria (Ö3 Austria Top 40)            | 21              |
| Bélgica (Flandes) (Ultratop 50)        | 14              |
| Canadá Retail Singles (The Record)     | 2               |
| Canadá (RPM Top Singles)               | 1               |
| Canadá (RPM Adult Contemporary)        | 1               |
| Canadá (Contemporary Hit Radio)        | 3               |
| Cuba (UPI)                             | 1               |
| Estados Unidos (Billboard Hot 100)     | 1               |
| Estados Unidos (Hot R&B/Hip-Hop Songs) | 1               |
| Estados Unidos (Adult Contemporary)    | 1               |
| Estados Unidos (Cash Box Top 100)      | 1               |
| Finlandia (Suomen virallinen lista)    | 17              |
| Francia (SNEP)                         | 28              |
| Islandia (Íslenski Listinn)            | 2               |
| Irlanda (IRMA)                         | 16              |
| Nueva Zelanda (Recorded Music NZ)      | 36              |
| Países Bajos (Dutch Top 40)            | 9               |
| Países Bajos (Mega Single Top 100)     | 11              |
| Polonia (LP3)                          | 2               |
| Reino Unido (Official Charts Company)  | 13              |
| Suiza (Schweizer Hitparade)            | 28              |

### Sucesión en las listas
| Predecesor: «Disappear» de INXS | Canadá RPM Canadian Top Singles — Sencillo N°. 1 2 de marzo de 1991 - 8 de marzo de 1991 | Sucesor: «All This Time» de Sting |

| Predecesor: «Gonna Make You Sweat (Everybody Dance Now)» de C+C Music Factory feat. Freedom Williams | U.S. Billboard Hot 100 — Sencillo N°. 1 23 de febrero de 1991 - 8 de marzo de 1991 | Sucesor: «Someday» de Mariah Carey |

| Predecesor: «Gonna Make You Sweat (Everybody Dance Now)» de C+C Music Factory feat. Freedom Williams | U.S. Cash Box Top 100 — Sencillo N°. 1 23 de febrero de 1991 - 8 de marzo de 1991 | Sucesor: «One More Try» de Timmy T |

| Predecesor: «The First Time» de Surface | U.S. Billboard Hot Adult Contemporary Tracks — Sencillo N°. 1 16 de febrero de 1991 - 15 de marzo de 1991 | Sucesor: «Coming Out of the Dark» de Gloria Estefan |

| Predecesor: «Gonna Make You Sweat (Everybody Dance Now)» de C+C Music Factory feat. Freedom Williams | U.S. Billboard Hot R&B Singles — Sencillo N°. 1 2 de marzo de 1991 - 15 de marzo de 1991 | Sucesor: «Written All Over Your Face» de The Rude Boys |

## Créditos y personal
- Dean Pitchford – escritor
- Michael Gore – escritor
- Narada Michael Walden - productor, arreglista
- Whitney Houston - voz
- Walter Afanasieff - teclados, bajo Moog, programación de batería, sintetizador
- Louis Biancaniello – teclados adicionales, programación de batería, programación adicional
- Ren Klyce – Programación de sintetizadores Fairlight
- Chris Camozzi - guitarra
- Kenny G – saxofón tenor
- Claytoven Richardson - coros
- Karen "Kitty Beethoven" Brewington - coros
- Skyler Jett - coros
- Annie Stockin - coros
- Jeanie Tracy - coros
- Melisa Kary - coros